# Chris McCubbins
Chris McCubbins (eigentlich Raymond Christopher McCubbins; * 22. November 1945 in Enid, Oklahoma; † 21. August 2009 in Winnipeg) war ein US-amerikanisch-kanadischer Hindernis- und Langstreckenläufer.

## Leben und Wirken
1967 siegte er bei den Panamerikanischen Spielen in Winnipeg über 3000 m Hindernis. 1972 ließ er sich in dieser Stadt nieder, und 1975 wurde er kanadischer Bürger.
Für seine neue Heimat startend wurde er bei den Olympischen Spielen 1976 in Montreal Zwölfter über 10.000 m und kam bei den Crosslauf-Weltmeisterschaften 1978 in Glasgow auf den 146. Platz.
1971 und 1972 wurde er über 3000 m Hindernis und 1977 im Crosslauf Kanadischer Meister. 1967 holte er für die Oklahoma State University startend den NCAA-Titel über 3000 m Hindernis.
Chris McCubbins starb an einer Leukämie.

## Persönliche Bestzeiten
- 5000 m: 13:44,8 min, 8. Mai 1976, Knoxville
- 10.000 m: 28:16,51 min, 25. Juli 1975, Montreal
- 3000 m Hindernis: 8:38,2 min, 30. Juli 1967, Winnipeg